# سامانتا کارتر
سامانتا «سم» کارتر (انگلیسی: Samantha "Sam" Carter زادهٔ ۲۹ دسامبر ۱۹۶۸) شخصیتی خیالی در مجموعه تلویزیونی علمی‌تخیلی دروازهٔ ستارگان اس‌جی-۱ است که توسط هنرپیشهٔ انگلیسی-کانادایی آماندا تپینگ بازی می‌شود.
سامانتا کارتر پس از چندین سال کار در پنتاگون و تلاش برای به‌کاراندازی دروازهٔ ستارگان به فرماندهی دروازهٔ ستارگان ملحق شد. او دارای دکتری در اخترفیزیک است و بیش از صد ساعت پرواز در محدودهٔ هوایی دشمن در جنگ خلیج فارس (۱۹۹۰-۱۹۹۱) ثبت کرده‌است.
خانوادهٔ سم شامل پدرش سرتیپ جیکوب کارتر و برادر سم مارک کارتر و دو فرزند مارک می‌شود. مادر سم در دوران نوجوانی وی طی سانحهٔ رانندگی‌ای مرد. این حادثه موجب تنش زیادی میان سم، مارک و جیکوب شد.
کارتر در عرصهٔ فناوری یک همه‌فن‌حریف به‌تمام‌معنی‌است و در ده‌ها رشته از اخترفیزیک گرفته تا مکانیک کوانتوم و از مهندسی نرم‌افزار گرفته تا زیست‌شناسی مهارت دارد. همهٔ اینها در کنار نقش نظامی وی است. او در این مجموعهٔ تلویزیونی منبع اصلی امدادهای غیبی (Deus Ex Machina) است. وی قادر است به سرعت از فناوری بیگانه سر در آورد و راه‌حل‌های هوشمندانه‌ای برای مشکلاتی که متوجه اس‌جی-۱ یا حتی جهان‌های دیگر می‌شود، بیابد. سم طراح و ناظر سامانهٔ شماره‌گیری دروازهٔ ستارگان است و به همراه رادنی مک‌کی از متبحرترین متخصصان سامانهٔ دروازهٔ ستارگان است.
کارتر یک گیک فطری‌است: شخصی متخصص و ذاتاً بااستعداد که در کنار احاطه‌اش بر رشته‌های پیشرفتهٔ علمی، در زیستن یک زندگانی «عادی» دچار مشکل است. وی اوقات بیکاری و مرخصی خود را صرف انجام آزمایش، غور در داده‌ها و مطالعهٔ فناوری‌های بیگانه‌ای که طی عملیات‌ها تحصیل شده‌است، می‌کند.